# Concilium Germanicum
Concilium Germanicum (или Германски събор) е първият голям църковен събор, свикан във Франкското кралство.
Организиран е от Карломан през 732 г. На събора е постигато решение, според което св. Бонифаций е обявен за ръководител на единната църква на Австразия.